# Ángel Ganivet

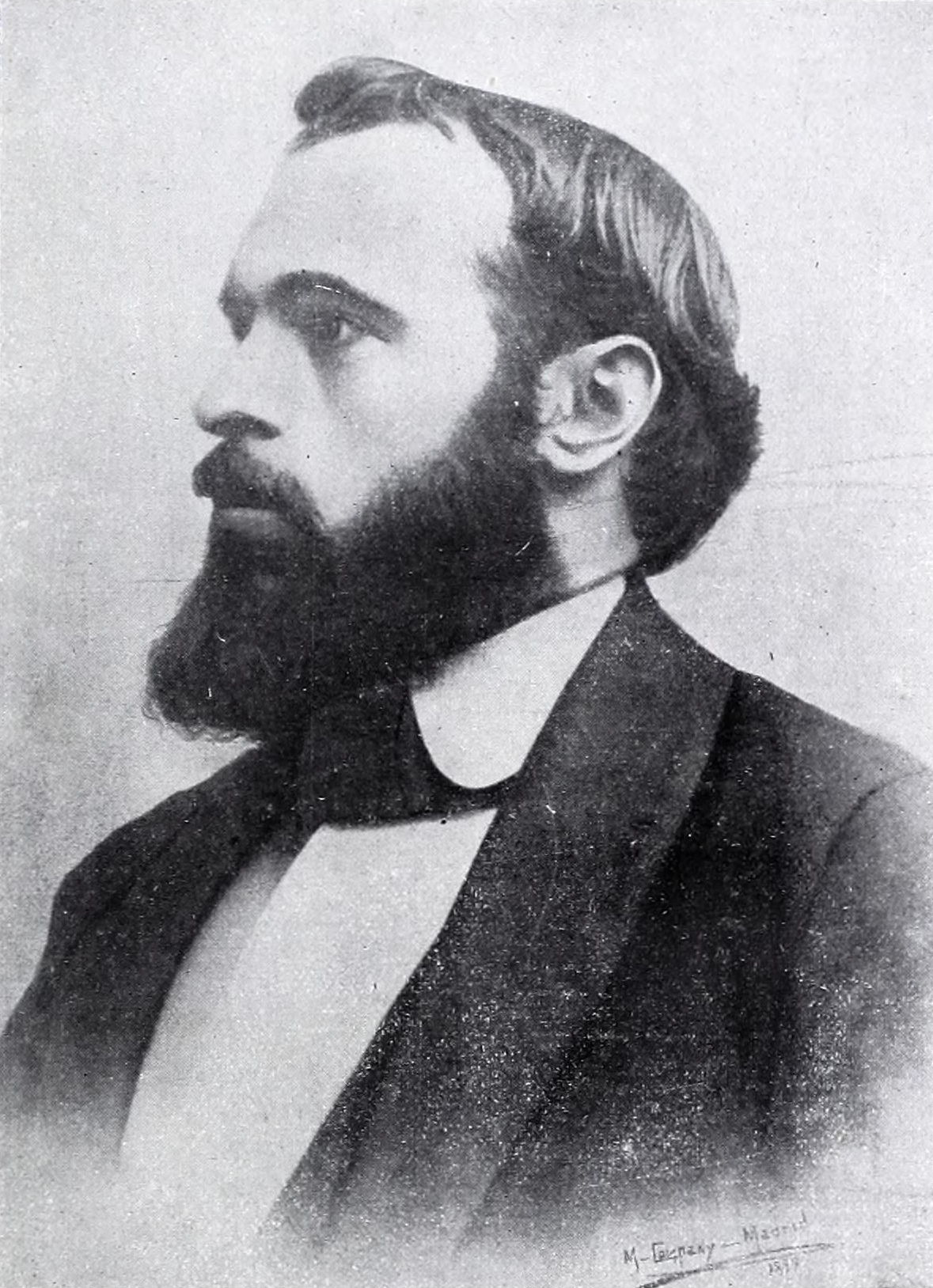
Ángel Ganivet García

Ángel Ganivet García (13. prosinec 1865, Granada – 29. listopad 1898, Riga, Ruské impérium) byl španělský diplomat a esejista. Platí za předchůdce španělského literárního uskupení, zvaného Generace 98.

## Život a dílo
Život Ángela Ganiveta Garcíi byl již odmalička poznamenán dvěma zásadními událostmi, a to ranou ztrátou svého otce a následnou dlouhou rehabilitací, která jej zachránila před hrozící amputací zlomené nohy. Ángel posléze vystudoval filozofii a právo na univerzitě v Granadě, doktorát filozofie pak získal za obhájenou dizerační práci, La importancía de la lengua sánscrita y servicios que su estudio ha prestado a la ciencia del lenguaje en general y a la Gramática comparada en particular (zkr. česky Důležitost sanskrtu), na univerzitě v Madridu v prosinci roku 1889. Jeho nejvýznamnějším literárním počinem je soubor několika esejů, zvaný Španělské idearium, v němž se pokusil o historický výklad politicko-kulturního vývoje Španělska.
V roce 1892 se seznámil se ženou svého života, Kubánkou Amelií Roldánovou Llanosovou, která mu v následujících letech porodila dceru Natalii, jež avšak poměrně záhy zemřela (1893–1893/1894), a syna Ángela Tristána (* 1894).
Jako diplomat působil v Antverpách, Helsinkách a nakonec také v lotyšské Rize, kde na sklonku roku 1898 spáchal ve věku 32 let sebevraždu skokem do místní řeky Daugavy.

### České překlady ze španělštiny
- Španělské idearium (orig. "Idearium Español: El Porvenir de España", 1898)[10]. 1. vyd. Chomutov: L. Marek, 2007. 143 S. Překlad: Anna Tkáčová

## Galerie

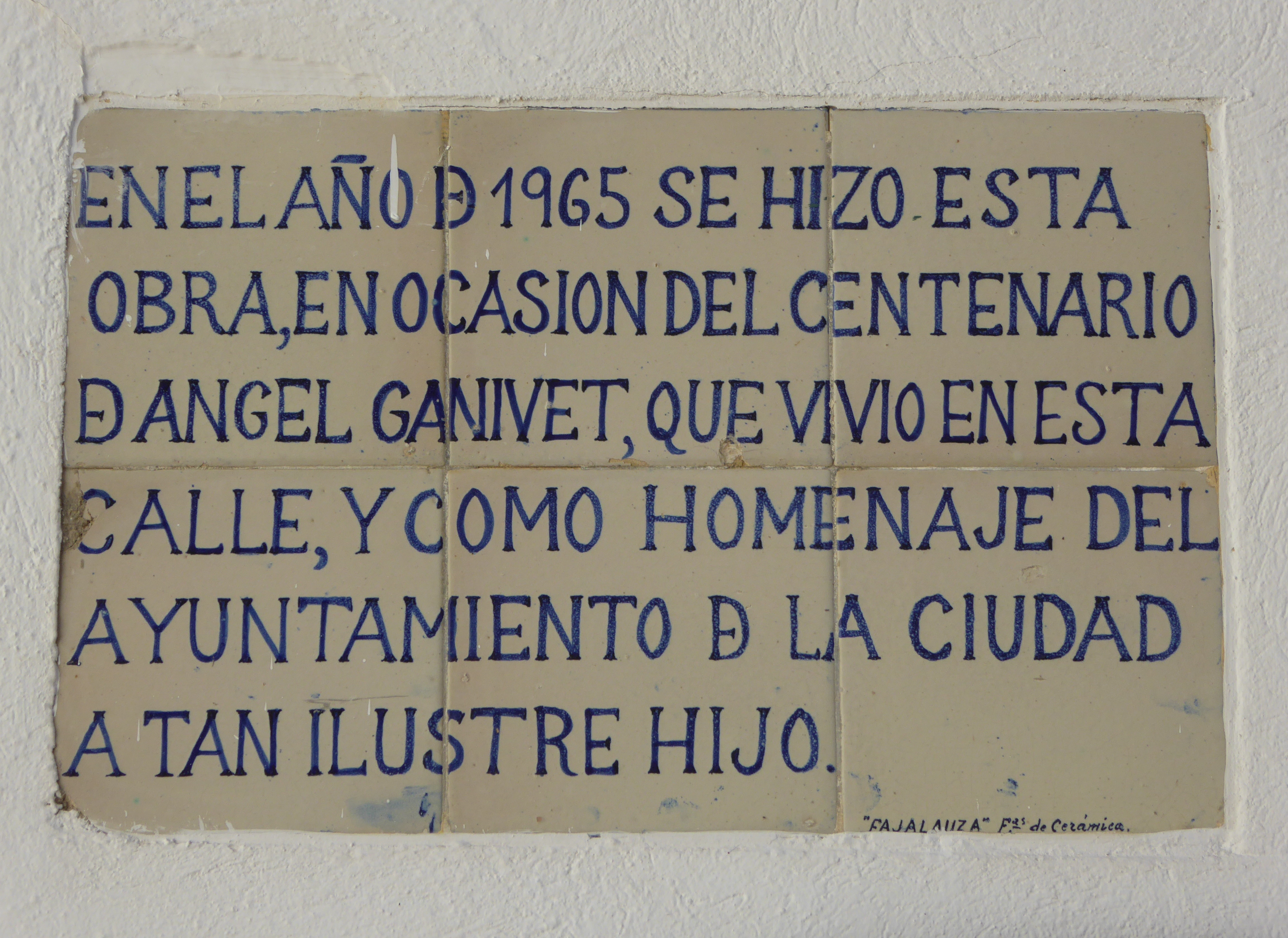
Pamětní deska, věnovaná autorovi v rodné Granadě
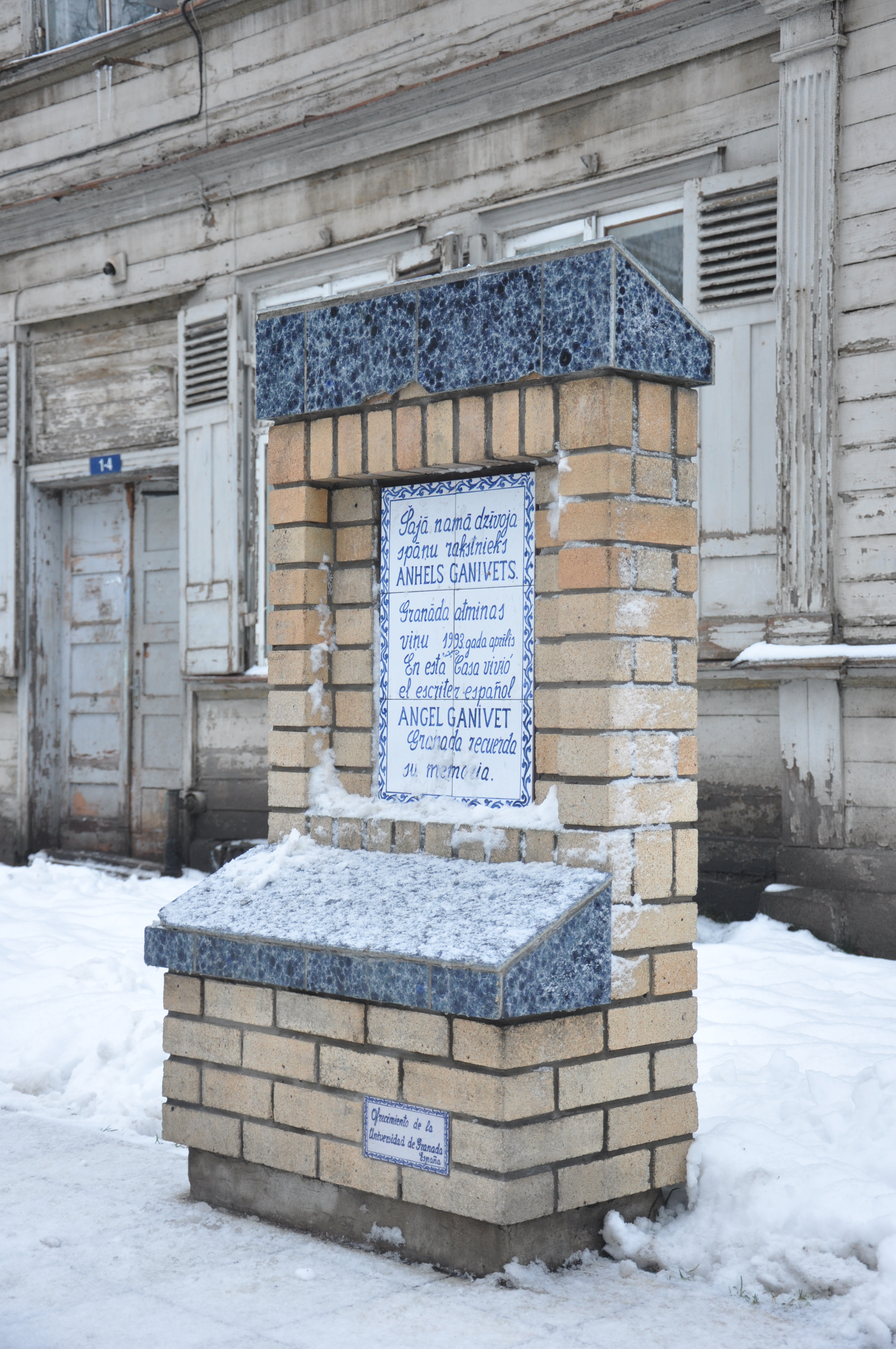
Památník, věnovaný autorovi v lotyšské Rize
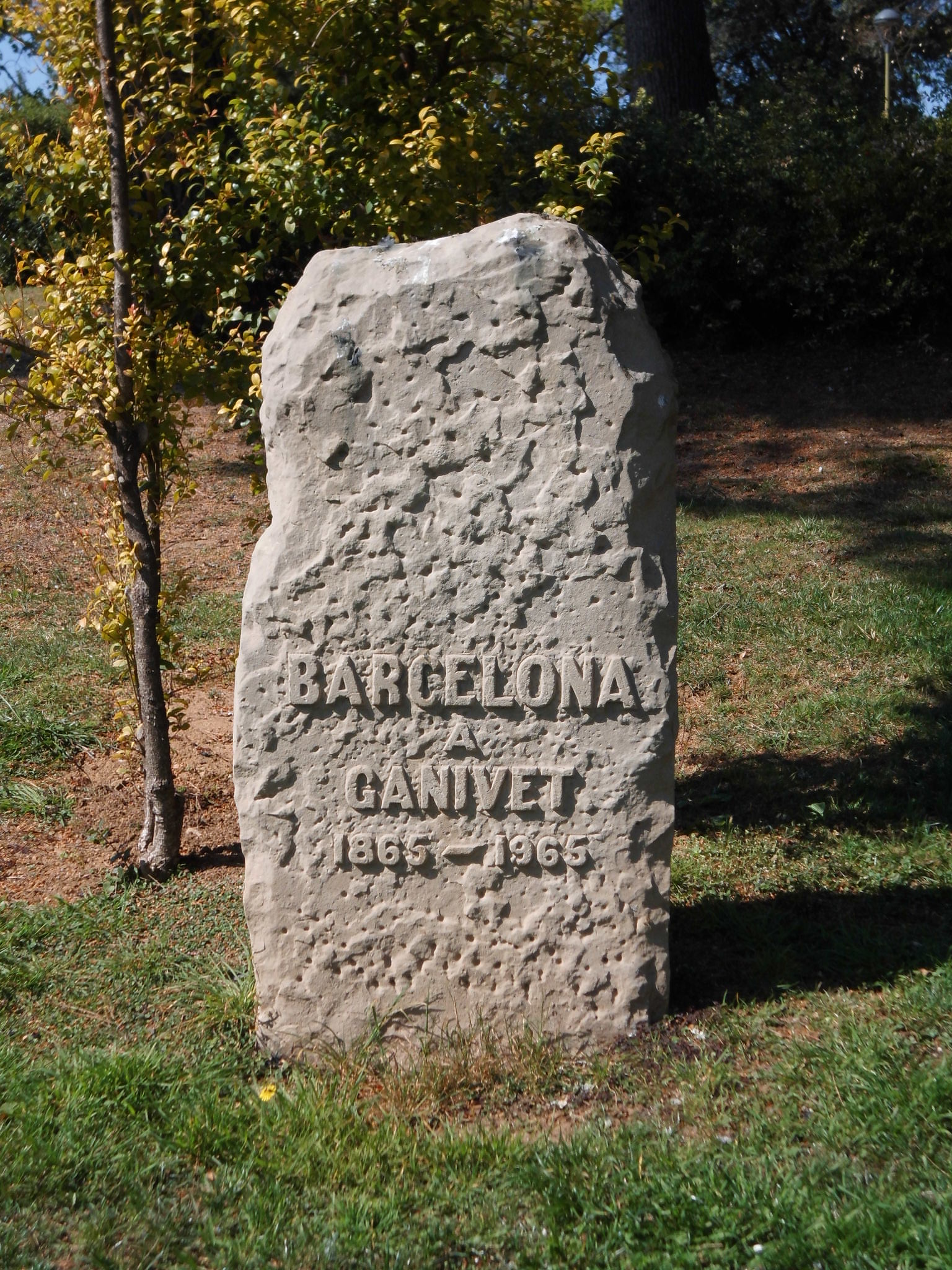
Památník, věnovaný autorovi v Barceloně
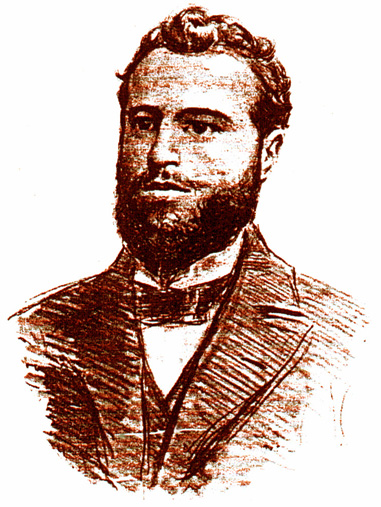
Ángel Ganivet García